# David Maley
David Joseph „Dave“ Maley (* 24. April 1963 in Beaver Dam, Wisconsin) ist ein ehemaliger US-amerikanischer Eishockeyspieler, der im Verlauf seiner aktiven Karriere zwischen 1982 und 2000 unter anderem 512 Spiele für die Canadiens de Montréal, New Jersey Devils, San Jose Sharks, Edmonton Oilers und New York Islanders in der National Hockey League auf der Position des linken Flügelstürmers bestritten hat. Seinen größten Karriereerfolg feierte Maley in Diensten der Canadiens de Montréal, mit denen er im Jahr 1986 den Stanley Cup gewann. Sein Neffe Rhett Ellison ist professioneller American-Football-Spieler.

## Karriere
Als David Maley im NHL Entry Draft 1982 von den Canadiens de Montréal in der zweiten Runde an Position 33 ausgewählt wurde, hatte er einige Jahre für das Highschool-Team Edina Hornets auf dem Eis gestanden. Im Herbst 1982 ging er auf die University of Wisconsin–Madison, ehe er sich zum Ende der Saison 1985/86 den Canadiens anschloss. Er kam noch in drei Spielen der regulären Saison und in sieben Playoff-Partien zum Einsatz und konnte am Ende mit dem Team den Gewinn des Stanley Cup feiern. In der folgenden Saison spielte er hauptsächlich in der National Hockey League, musste aber auch für einige Spiele in die American Hockey League zum Farmteam Canadiens de Sherbrooke.
Im Sommer 1987 wurde er zu den New Jersey Devils transferiert, wo er sich endgültig als physisch starker Defensiv-Stürmer durchsetzen konnte. Gleich in seinem ersten Jahr mit den Devils konnte er bis ins Conference-Finale einziehen, die nächsten Jahre verliefen aber weitestgehend erfolglos. Im Januar 1992 schickten ihn die Devils im Tausch für Troy Mallette zu den Edmonton Oilers, zwölf Monate später wurde von den San Jose Sharks über die Waiverliste verpflichtet, die ihn im Januar 1994 an die New York Islanders abgaben. Da er alle zwölf Monate für ein anderes Team spielte, konnte er nicht mehr an seine guten Leistungen anknüpfen. Hinzu kamen mehrere Verletzungen, die es ihm weiter erschwerten. Im Sommer 1994 lief sein Vertrag aus und er schaffte es bis zum Saisonbeginn, der aufgrund des Lockout erst im Januar 1995 stattfand, nicht bei einem anderen Team unterzukommen.
Die San Francisco Spiders aus der unterklassigen International Hockey League nahmen ihn im Sommer 1995 unter Vertrag, doch er konnte sich nicht für die NHL empfehlen und beendete seine Karriere 1996. David Maley eröffnete kurz darauf in San Jose die Rollhockey-Halle Rollin’ Ice, deren Besitzer er immer noch ist und die Heimat für mehrere Rollhockey-Teams in der Umgebung von San Jose ist.
Im Sommer 1999 kehrte Maley in das professionelle Eishockeygeschäft zurück, als er einen Vertrag bei den New Jersey Devils erhielt. In der NHL kam er aber nicht mehr zum Einsatz, sondern absolvierte die Saison beim AHL-Farmteam Albany River Rats und beendete danach endgültig seine Karriere. Mittlerweile gehört David Maley zum Team der Radiokommentatoren der San Jose Sharks und kommentiert als Experte an der Seite von Dan Rusanowsky.

### International
Auf internationaler Ebene vertrat Maley sein Heimatland bei der Weltmeisterschaft 1991 in Finnland. Dabei belegte er mit der Nationalmannschaft der Vereinigten Staaten den vierten Platz, wozu er in acht Turnierspielen eine Torvorlage beisteuerte.

## Erfolge und Auszeichnungen
- 1983 NCAA-Division-I-Championship mit der University of Wisconsin–Madison
- 1986 Stanley-Cup-Gewinn mit den Canadiens de Montréal

## Karrierestatistik

### International
Vertrat die USA bei:
- Weltmeisterschaft 1991

(Legende zur Spielerstatistik: Sp oder GP = absolvierte Spiele; T oder G = erzielte Tore; V oder A = erzielte Assists; Pkt oder Pts = erzielte Scorerpunkte; SM oder PIM = erhaltene Strafminuten; +/− = Plus/Minus-Bilanz; PP = erzielte Überzahltore; SH = erzielte Unterzahltore; GW = erzielte Siegtore; 1 Play-downs/Relegation; Kursiv: Statistik nicht vollständig)